# Cephalolepta macrostomum
Cephalolepta macrostomum is een platworm (Platyhelminthes). De worm is tweeslachtig. De soort leeft in het zoute water.
Het geslacht Cephalolepta, waarin de platworm wordt geplaatst, wordt tot de familie Procerodidae gerekend. De wetenschappelijke naam van de soort werd voor het eerst geldig gepubliceerd in 1844 door Darwin.